# Diego Guevara (politique)
Diego Guevara, né le 16 octobre 1985 à Bogota est un ingénieur en mécatronique, professeur d' université et homme politique colombien,,.